# Museu de História Natural da Universidade de Coimbra
O Museu de História Natural da Universidade de Coimbra foi criado em 1772 durante a Reforma Pombalina. Situava-se no Colégio de Jesus. Foi um dos primeiros Museus de História Natural.
Actualmente as coleções encontram-se, maioritariamente, no Museu da Ciência da Universidade de Coimbra. 

## História
Em 1885 foi organizado em quatro secções: Zoologia, Botânica, Mineralogia e Antropologia.

## Directores
Júlio Augusto Henriques foi director do Museu de História Natural.
Bernardino Machado foi director da secção de Antropologia de 1885 a 1907 e Professor da cadeira Antropologia, Paleontologia Humana e Arqueologia Pre-Histórica.